# Boeing-Sikorsky RAH-66 Comanche
El Boeing-Sikorsky RAH-66 Comanche fue un helicóptero de ataque furtivo y un helicóptero de reconocimiento militar armado avanzado desarrollado en los años 1990 por los fabricantes estadounidenses Boeing Helicopters y Sikorsky Aircraft para el Ejército de los Estados Unidos; estaba pensado para realizar la tarea de reconocimiento armado e incorporaba tecnologías furtivas, novedosas en un helicóptero. También estaba pensado para designar objetivos para el AH-64 Apache. El programa del RAH-66 fue cancelado en el año 2004 antes de que fuera presentado.

## Desarrollo

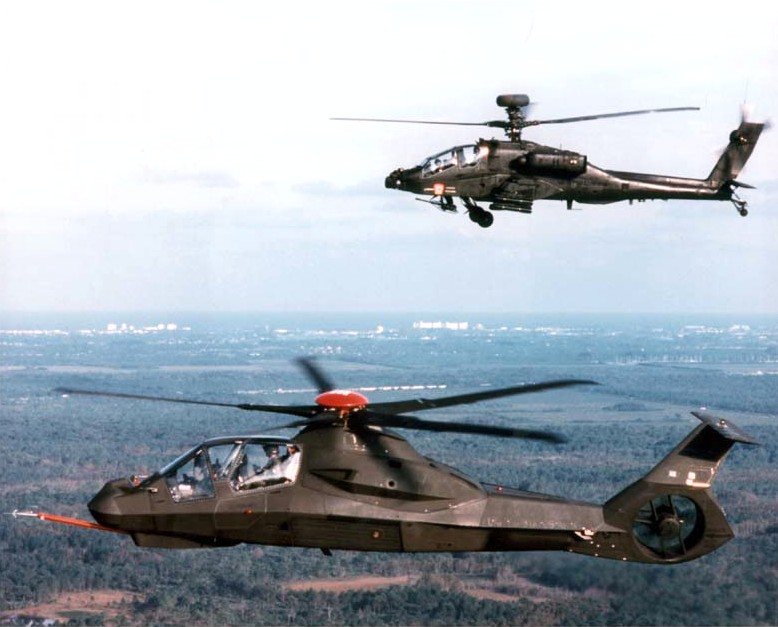
Un RAH-66 Comanche volando junto a un AH-64 Apache.

A finales de la década de los ochenta ya se comenzaban a estudiar los materiales y técnicas de ensamblaje para dotar a todo tipo de máquinas de capacidad furtiva. Los helicópteros también se consideraron candidatos de poseer esta capacidad, dando así lugar a una nueva generación de helicópteros militares, especialmente de ataque.
El Pentágono presentó a concurso un contrato para la fabricación de 1300 de estos aparatos, que deberían dominar los campos de batalla del primer cuarto de siglo XXI. Varias empresas se presentaron a concurso, ganando la propuesta de Boeing y Sikorsky.
Los estudios preliminares comenzaron y se aprobó el paso a la producción de prototipos. En mayo de 1995 se terminó el primer prototipo y el segundo en diciembre de ese mismo año.

### Cancelación
Tres sucesos hicieron cambiar de parecer al estamento militar estadounidense y cancelar el programa en febrero de 2004:

#### Nuevo escenario bélico
- Tras los sucesos del 11-S, las estrategias militares consideraron que la tecnología furtiva no sería tan necesaria en un escenario asimétrico donde el enemigo no utilizaría radares ni dispondría de misiles de alta tecnología; pero sí un gran número de armas menos sofisticadas.

- Los aumentos del gasto militar para sufragar las campañas en Afganistán e Irak parecían indicar la necesidad de reducir algún programa de armamento. Las dos empresas contratistas del Comanche habían incurrido en aumentos de gastos excesivos y eso fue uno de los factores que inclinaron la balanza para suprimir el helicóptero y mantener los F-22 y F-35.[4]

- Los sucesivos derribos de helicópteros acaecidos en Kósovo, Albania y Afganistán, donde los expertos indicaron que los nuevos escenarios requerían máquinas menos vulnerables en lugar de más sofisticadas.[4]

#### Los restos del programa
- Los dos prototipos quedaron en poder del Ejército.

- Boeing y Sikorsky serían indemnizadas por parte de los gastos de desarrollo en que habían incurrido; pero el gran negocio que prometía ser nunca llegó a cubrir todos los gastos.

- La tecnología ya desarrollada se aplicaría a otros helicópteros ya en servicio como el Apache, en futuros programas de modernización, contribuyendo a paliar los gastos no cubiertos totalmente en el punto anterior.

## Diseño

### Exterior y armamento
Siguiendo la tradición de los helicópteros de ataque estadounidenses, con la cabina en tándem y el cañón bajo el morro, el RAH-66 Comanche también ofrecía un conjunto de nuevas tecnologías desarrolladas para encajar en la visión del Ejército estadounidense del siglo XXI. Esta era una visión a menudo descrita usando términos como eficiencia, economía, flexibilidad y despliegue rápido. Con la reducción de la fuerza militar tras la Guerra Fría y la mayor frecuencia de misiones del Ejército estadounidense en "Operaciones diferentes de la guerra", se hizo evidente que las fuerzas del futuro necesitaban ser de mayor calidad. Necesitaban desplegarse en cualquier lugar del mundo rápidamente y ganar en combate con el mínimo número de bajas. 
Combinando sistemas desarrollados inicialmente para el programa del Apache y del "Light Helicopter Experimental" (LHX) con nuevos sistemas de alta tecnología, el Boeing-Sikorsky RAH-66 Comanche representaría lo último en helicópteros de ataque. 
Visualmente, la característica más llamativa es la forma exterior del fuselaje. Usando lo que se conoce como propiedades de baja observabilidad (LO), el fuselaje estaba diseñado para reflejar las señales del radar de cualquier fuente de transmisión. Boeing afirmaba que la firma en el radar era de alrededor de 1/300 respecto a las aeronaves actuales. Para mantener un bajo perfil de radar, las armas se situaban en bodegas de compuertas rectráctiles o IRAMS (Sistema de Municiones Integrados Retráctiles), estas bodegas internas de armas eran capaces de albergar 6 misiles Hellfire (3 por compuerta). Si el perfil de la misión exigía priorizar la potencia de fuego sobre el sigilo, se podían instalar unas alas desmontables como soportes para armamento adicional, pudiéndose montar un total de 14 misiles Hellfire en esta configuración.

### Baja Observabilidad
El Comanche tenía un rotor compuesto sin cojinetes con puntas de las palas del rotor limpias que reducían su firma acústica, en particular en los reducidos niveles de RPM del llamado modo de vuelo "silencioso". El sistema de rotor de bajo ruido, los reducidos escapes de calor y una pequeña sección transversal de radar hacían al Comanche el helicóptero más furtivo en el mundo. Si bien no era invisible al radar, era más difícil de detectar a largas distancias.

### Sistemas y comunicaciones
Los sensores estaban montados en el morro y en la parte superior del mástil del rotor en una configuración similar a la del AH-64D Longbow Apache. Ciertamente el RAH-66 presumía del sistema de radar Longbow de nueva generación que es de la mitad del tamaño del modelo previo montado en el modelo Apache D. Montado en el morro estaba un sensor FLIR de segunda generación, este tiene el doble de la resolución del FLIR ajustado al Apache. Este FLIR de segunda generación permite un reconocimiento de blancos más seguro a un alcance un 40 % mayor. Con una resolución un 100 % mayor y un campo de visión un 35 % mayor, es mucho más seguro para el vuelo nocturno, donde debería dar algo de comodidad a la tripulación. 
En regiones pobladas, la mayor amenaza para un helicóptero operando de noche viene de los cables suspendidos. Siempre que helicópteros convencionales se pierden o son dañados, es normalmente por golpear cables. El FLIR mejorado puede visualizar cables que tienen pequeñas corrientes circulando a través de ellos; las corrientes eléctricas calientan los cables a un punto en donde ellos empiezan a "brillar" en una pequeña cantidad en el espectro infrarrojo. Para reducir aún más el riesgo de golpes con cables, el Comanche estaba equipado con un detector de cables que proporcionaba una alarma sonora en caso de estar muy cerca de un cable conductor de corriente.
Volar el AH-64 Apache usando el PNVS (sistema de visión nocturna del piloto, presentado a través de un monóculo montado en el casco) ha sido descrito como "tratando de volar un helicóptero mirando a través de una pajilla". El RAH-66 disponía de un sistema de visualización holográfico panorámico de 53° montado en el casco y binocular. Llamado HIDSS, el Sistema de Visualización y Mira Integrado en el Casco mostraba el sensor FLIR, el vuelo y la simbología de orientación a ambos ojos. Como en el Apache, el objetivo del armamento podía ser vinculado a los movimientos del casco del piloto. A donde sea que el piloto mirase, los sensores del helicóptero lo seguirían. El cañón GIAT Vulcan-II de 20 mm montado en el morro también podía ser vinculado a los movimientos de la cabeza del piloto. Cuando no estaba en uso, el cañón normalmente estaba metido en la cubierta posicionada debajo del morro.
La configuración de la cabina delantera y trasera era casi idéntica. El sistema de control de vuelo "fly-by wire" es triplemente redundante, la palanca cíclica lateral incluía una acción de torsión que controlaba la guiñada del helicóptero. Cuando era usado con los modos de vuelo asistido, el Comanche podía ser volado con sólo una mano. Esto la hacía una aeronave muy fácil de controlar. 
La cabina estaba presurizada para prevenir cualquier posible contaminación hacia la tripulación de agentes NBQ (nucleares, biológicos o químicos). En caso de que la cabina sufriera una ruptura leve después de un ataque, la presión positiva de la misma prevendría cualquier contaminante entrante en el área de la tripulación.
La potencia informática a bordo era equivalente a cuatro superordenadores, sin embargo solo el 10 % de esta potencia era necesaria para volar la aeronave, el resto era utilizado en un paquete de equipo de misiones altamente avanzado. Para la adquisición de blancos, existía un reconocimiento automático de blancos visual y de radar. Dependiendo de la orientación de los blancos hacia el sensor, el ordenador podía distinguir solo entre vehículos con o sin orugas, pero también determinaba el tipo de vehículo. Este tenía la notable habilidad de reconocer la diferencia entre un M1 Abrams y un T-80.
Los sensores EO (Electro-Ópticos) podían ser ajustados para escanear visualmente un sector designado por la tripulación y automáticamente clasificar y localizar blancos de alta prioridad detectados dentro de ese sector. La retirada de blancos se daba por una evaluación de daños de combate hecha por el piloto, si un blanco había sido alcanzado y destruido, el operador era requerido para confirmar su destrucción antes de ser suprimido de la imagen táctica.
La información de los sensores podía ser compartida con otros elementos de los equipos combinados vía "internet táctico" de Mando y Control (C2), fuerzas de tierra, JSTARS, AWACS, ciertamente cualquier sistema compatible podía correlacionarse intercambiando y compartiendo información táctica con los sistemas del Comanche. Las células de protocolo soportadas incluían: AFTDS, AFAPD, TACFIRE, VMF, y MTS. Otros sistemas de distribución de información táctica podían ser fácilmente incorporados.
Para las comunicaciones, un sistema existente conocido como Air Force Integrated Communications Navigation Identification Avionics, era usado para interoperabilidad. Adicionalmente, existían dos sistemas de radio terrestre y aerotransportada VHF-FM de un solo canal, un aparato de radio VHF-AM y una radio HF (Alta Frecuencia) para comunicaciones NLOS (sin línea de visión). Un IDM o Módem de Datos Mejorado era usado para comunicarse con el internet táctico.
La planificación y ensayo de la misión podían realizarse completamente en la cabina usando el "Modo Táctico" avanzado. Mapas digitales de terreno proveían datos de elevación y características, las cuales estaban opcionalmente superpuestas, con una visualización de la situación táctica a continuación dictada en plan o una vista en tiempo real con perspectiva en 3D. El mapa podía ser superpuesto con fuerzas de amenaza, posiciones amigas, información de los puntos de ruta y calcular intervisibilidad. Podía ser usado para la evasión de amenazas o para la planificación de la misión en ruta. La información posicional provenía de un sistema compuesto de navegación GPS/Doppler/Inercial que estaba constantemente comprobándose y actualizándose a sí mismo.
Cada procesador era un módulo común fácilmente reemplazable para la Fuerza Aérea y la Armada. Si un módulo fallaba, los sistemas se reconfiguraban ellos mismos permitiendo al Comanche quedarse en combate y continuar su misión a pesar de mal funcionamiento o daños en batalla.

## Cultura popular
- La compañía NovaLogic publicó durante los años 90 varios juegos de la saga Comanche que permitían pilotar el RAH-66.
- En la película Hulk se pueden observar, durante la batalla de la Masa contra los helicópteros en el desierto, cuatro unidades Comanche luchando contra el protagonista.
- En el juego de Incoming, aparece como uno de los helicópteros que usa la humanidad contra los extraterrestres.
- En el juego Command & Conquer: Generals, el Comanche es el helicóptero que emplean las fuerzas de Estados Unidos, ya que el juego se hizo antes de que se cancelara el proyecto.
- En la novela Guerra mundial Z de Max Brooks, son los helicópteros empleados durante la batalla de Yonkers.
- En el anime Gasaraki, es el helicóptero que la SSDF utiliza para la búsqueda del sujeto experimental fugitivo Yushiro Gowa.
- En el juego Metal Slug aparece un helicóptero llamado R-shobu cuya subvariante está inspirada en el mismo modelo del RAH-66.
- En el juego Arma 3 aparece un helicóptero usado por la OTAN llamado AH-99 Blackfoot, que es totalmente idéntico al Comanche.
- En el juego Grand Theft Auto V aparece un helicóptero llamado Akula que claramente está basado en el RAH-66.
- En el juego Jungle Strike, de la consola SNES, el vehículo principal protagonista del mismo es el helicóptero RAH-66 Comanche.
- En el juego War Thunder, en la gran actualización "Leviathans", fue añadido el RAH-66 Comanche, para Estados Unidos, como vehículo de pago.

## Especificaciones (RAH-66A)
Referencia datos: Comanche RAH-66, International Directory of Military Aircraft

### Características generales
- Tripulación: 2
- Longitud: 

  - Fuselaje: 13,2 m
  - Total: 14,28 m (con rotor)
- Diámetro rotor principal: 11,9 m
- Altura: 3,37 m
- Área circular: 111 m²
- Peso vacío: 3942 kg
- Peso cargado: 4806 kg
- Peso máximo al despegue: 7790 kg
- Planta motriz: 2× Turboeje LHTEC T800-LHT-801.
  - Potencia: 1068 kW (1432 shp) cada uno.
- Hélices: Rotor principal de 5 palas y rotor de cola Fenestron

### Rendimiento
- Velocidad máxima operativa (Vno): 324 km/h
- Velocidad crucero (Vc): 306 km/h
- Alcance: 485 km (con el combustible interno)
- Alcance en ferry: 2330 km
- Techo de vuelo: 4566 m (14 980 pies)
- Régimen de ascenso: 4,55 m/s (895 pies/min)

### Armamento
- Cañones: 

  - 1x cañón rotativo XM301 con 3 tubos de 20 mm, montado en torreta inferior con capacidad para 500 proyectiles
- Misiles: 

  - Bodegas internas:
    - 6× misiles antitanque AGM-114 Hellfire o
    - 6× misiles aire-aire AIM-92 Stinger o
    - 24× cohetes Hydra 70 de 70 mm

  - Estructuras alares opcionales: 
    - 8× Hellfire o
    - 16× Stinger o
    - 56× Hydra 70

## Aeronaves relacionadas

### Aeronaves similares
- Bell ARH-70
- Bell OH-58X
- Kawasaki OH-1 Ninja
- Eurocopter Tigre ARH

### Secuencias de designación
- Secuencia _H-_ (Helicópteros estadounidenses, 1962-presente): ← YAH-63 - AH-64 - HH-65 - RAH-66 - TH-67 - MH-68 - ARH-70 →